# ایگا کرفت
ایگا کِرِفت (لهستانی: Iga Krefft؛ زادهٔ ۲ سپتامبر ۱۹۹۵) خواننده، موسیقی‌دان، آهنگساز، صداپیشه و بازیگر اهل لهستان است.
از فیلم‌ها یا مجموعه‌های تلویزیونی که وی در آن‌ها نقش داشته است، می‌توان به یک ورشویی، تشخیص، در خیابان سپولنی و ع چون عشق اشاره نمود.